# Urumqi Air
Urumqi Air (кит.: 烏魯木齊航空公司烏魯木齊航空公司) — китайська бюджетна авіакомпанія зі штаб-квартирою в міському окрузі Урумчі (Синьцзян-Уйгурский автономний район, КНР), що працює в сфері регулярних пасажирських перевезень внутрішніми маршрутами.
Портом приписки перевізника і його головним транзитним вузлом (хабом) є міжнародний аеропорт Урумчі Дівопу.

## Маршрутна мережа
У грудні 2015 року маршрутна мережа регулярних перевезень авіакомпанії Urumqi Air охоплювала такі пункти призначення:
| [H] | Хаб |

## Флот
У грудні 2015 року повітряний флот авіакомпанії Urumqi Air становили такі літаки:
- Boeing 737-800 — 6 одиниць.